# Tụt lợi

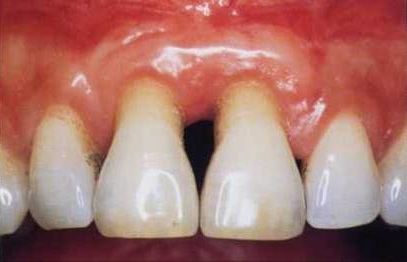
Tụt lợi để lộ chân răng

Tụt lợi là hiện tượng lộ chân răng do lợi bị co lại hay là quá trình lộ bề mặt chân răng do sự di chuyển về phía chóp chân răng của lợi, nó cũng là điềm báo trước sự mất cement chân răng, lộ ngà, tăng cảm giác và giảm thẩm mỹ. Hậu quả của tụt lợi là răng ê buốt, giảm thẩm mỹ, giắt thức ăn ở kẽ răng, mòn chân răng.

## Nguyên nhân
- Viêm lợi và viêm quanh răng, viêm lợi, viêm quanh răng thường là nguyên nhân gây tụt lợi[2].
- Tấm xương phủ phía ngoài chân răng mỏng, dễ bị sang chấn. Sang chấn khớp cắn cũng là yếu tố phối hợp làm trầm trọng co lợi do kích thích tăng sinh biểu mô và viêm tại chỗ.
- Răng lệch ra ngoài cung hàm
- Co kéo quá mức các phanh niêm mạc
- Lông bàn chải quá cứng khiến lợi bị tổn thương.
- Do chải răng sai kỹ thuật dẫn đến mòn lợi, mặc dù chải răng quan trọng cho sự lành mạnh của lợi nhưng chải răng sai kỹ thuật và quá mạnh sẽ làm tụt lợi. Mức độ tụt lợi còn phụ thuộc vào vị trí của răng trên cung hàm, góc của chân răng trong xương hàm, độ cong gần xa của bề mặt chân răng.
- Lợi có thể bị tụt do một số tổn thương gây ra bởi virut.
- Các phương pháp điều trị viêm quanh răng cũng có thể gây tụt lợi.

## Hậu quả
Hậu quả của tụt lợi là làm mất men răng và cement chân răng, lộ ngà, ê buốt răng, nếu không được điều trị kịp thời sẽ dẫn đến viêm tủy răng. Mặt khác, tụt lợi ảnh hưởng lớn đến thẩm mỹ. Mất men răng và cement chân răng có thể xảy ra từ từ hoặc đột ngột sau khi lợi bị tụt, nếu tổ chức cứng của răng bị mòn nhanh có thể gây ê răng, nếu mòn từ từ thì thường không bị buốt răng vì răng có cơ chế bảo vệ tạo ra các lớp ngà phản ứng ở vị trí sát tủy răng làm cho ngà răng dày lên.
Một số răng có vùng lợi bám dính hẹp, nếu vùng lợi bám dính này giảm đi do tụt lợi, sẽ không còn lợi che phủ và bảo vệ cổ răng, cổ răng và chân răng sẽ bị mòn do sang chấn từ bàn chải và thức ăn vì xương ổ răng mặt ngoài thường mỏng, loại bàn chải và kỹ thuật chải răng sẽ quyết định mức độ mòn tổ chức cứng của răng. Ngoài ra, lợi tụt làm hở chân răng, đối với các răng cửa và răng nanh sẽ giảm thẩm mỹ.

## Phòng ngừa và điều trị
Để phòng bệnh, không nên ăn đồ ngọt trước khi đi ngủ, không nên sử dụng tăm nhọn để xỉa răng, mà nên dùng chỉ nha khoa để lấy thức ăn dính ở các kẽ răng, nên đi lấy cao răng 6 tháng một lần.
Nên chọn loại bàn chải có đầu lông tròn, mềm, khi đánh răng cố gắng đừng tác động đến lợi, nên dùng nước ấm để chải răng. Nên dùng nước súc miệng chứa chlorhexidin, sodium fluoride, potassium nitrat có tác dụng giảm ê buốt và mòn chân răng.
Khi đã bị tụt lợi, bệnh nhân cần được điều trị phẫu thuật để phục hồi lại phần lợi che phủ chân răng, việc lựa chọn phương pháp điều trị dựa vào mức độ tổn thương và cấu trúc giải phẫu. Tùy theo mức độ tụt lợi mà các bác sĩ có chỉ định biện pháp điều trị khác nhau, có thể là ngậm máng plastic có bôi gel fluoride khi ngủ hoặc hằng ngày, dùng laser kết hợp với fluoride, phủ mặt răng bằng vật liệu composit, phẫu thuật...
Hiện nay người ta điều trị bằng cách dùng vạt phần mềm lân cận với vùng co lợi: có các loại vạt trượt bên, vạt nhú lợi kép, vạt xoay chếch, vạt đẩy trượt về phía cổ răng, vạt bán nguyệt. Nguyên tắc của các phương pháp dùng vạt là quay phần mềm từ vùng sát với răng co lợi để che chân răng bị hở. Hoặc điều trị bằng cách ghép tổ chức: vùng chân răng hở được ghép bằng phần mềm lấy từ vòm miệng. Một số phương pháp cụ thể được sử dụng gồm:
- Vạt có chân nuôi (Pedicle flap hay Sliding pedicle flap): Loại vạt trượt bên có chân nuôi được chỉ định khi mô nha chu ở vùng kẽ răng còn tốt và lợi vùng bên cạnh còn đủ rộng, đủ cao để tạo vạt trượt bên.
- Ghép lợi tự do tự thân (Autogenous free gingival graft): Khi không tiến hành được loại vạt có chân nuôi và vạt đẩy về phía cổ răng thì dùng vạt lợi tự do, nơi hiến vạt là niêm mạc và tổ chức liên kết ở phía hàm ếch, thường từ răng nanh đến răng số 6.
- Ghép vạt tổ chức liên kết dưới biểu mô (Subepithilial connectivetissue graft): thường dùng cho những trường hợp co lợi nhiều trên một răng, co lợi nhiều răng, đặc biệt co lợi ở hàm trên là nơi khó thành công với vạt có chân nuôi và vạt lợi tự do. Loại vạt tổ chức liên kết dưới biểu mô là sự kết hợp ưu điểm của hai loại vạt: vạt có chân nuôi và vạt lợi tự do.
- Tái tạo mô có hướng dẫn bằng màng sinh học (guided tissue regeneration) (GTR): Áp dụng cho các trường hợp co lợi mà tổ chức nha chu ở kẽ răng còn tốt.